# Nicole Cherry
Nicole Cherry, pe numele său real Nicoleta Janina Ghinea (n. 5 decembrie 1998, București, România), este o cântăreață română de muzică reggae și pop de etnie romă. A devenit cunoscută în anul 2013 cu single-ul Memories, lansat la vârsta de 14 ani, cu care a intrat în rotație pe posturile de radio din România.
În 2014 a câștigat premiul Zu Music Award la categoria „Best Breakthrough Artist”.
Pe 19 mai 2022, s-a căsătorit cu Florin Popa, și totodată și-a creștinat fiica, Anastasia.

## Biografie
Nicole Cherry s-a născut în data de 5 decembrie 1998 în București. Aceasta este nepoata lui Aurel Pădureanu, soțul Corneliei Catanga.
Nicole Cherry visase încă de mică la cariera ei muzicală, dar părinții ei nu au luat niciodată acest aspect în serios, până la vârsta de 9 ani când și-au dat seama de talentul fetei și a început să urmeze cursuri de canto. A absolvit cursurile Liceului de Arte „Dinu Lipatti” din București.
Tânăra admite că ea a muncit foarte mult pentru a ajunge la performanțele ei în muzică, spunând într-un interviu: "Eu mai mult prin muncă mi-am format vocea, nu m-am născut cu ea așa. Două ore de studiu în fiecare zi, minim două ore!". Ea a mai spus într-un interviu că înainte de a se lansa, a fost refuzată de multe case de discuri pe pretextul că este prea mică. "Eu mi-am dorit de mult timp, înainte am mai încercat, toată lumea îmi spunea că sunt mică, sunt mică, voiam să depășesc chestia asta. În America se putea și la noi nu. Și am reușit până la urmă. După părerea mea nu conta, eu voiam să cânt și atâta tot și oamenii să-mi asculte muzica. Chiar înainte de 'Memories', nu se mai întâmpla nimic, mă chinuiam să mă vadă cineva, eram cu moralul la pământ."
Nicole Cherry a obținut rolul principal în filmul Romina, viața mea (2023), în care a jucat alături de Rareș Mariș. A făcut parte și din distribuția filmului Legații (2022), alături de Smiley și Augustin Viziru.

## Discografie

### Single-uri

#### Ca artist principal
| An   | Titlu                                                | Poziții în topuri | Poziții în topuri | Album          |
| An   | Titlu                                                | ROU               | MAR               | Album          |
| ---- | ---------------------------------------------------- | ----------------- | ----------------- | -------------- |
| 2013 | Memories                                             | 1                 | —                 | N/A            |
| 2013 | Yes I Can                                            | —                 | —                 | N/A            |
| 2013 | Never Say Never                                      | —                 | —                 | N/A            |
| 2014 | Phenomeno                                            | 88                | —                 | N/A            |
| 2014 | The World Is Ours (cu David Correy feat. Monoblanco) | —                 | —                 | N/A            |
| 2014 | Vara Mea                                             | 11                | —                 | N/A            |
| 2014 | Fata Naivă                                           | 92                | —                 | N/A            |
| 2015 | Până vine vineri                                     | —                 | —                 | N/A            |
| 2015 | Vive la vida (Nicole Cherry feat. Mohombi)           | —                 | —                 | N/A            |
| 2016 | Cine iubește                                         | —                 | —                 | N/A            |
| 2016 | Se poartă vara (Nicole Cherry feat. Connect-R)       | —                 | —                 | N/A            |
| 2016 | Cuvintele tale                                       | 34                | —                 | N/A            |
| 2017 | Uneori                                               | —                 | —                 | N/A            |
| 2017 | Soy como soy (Nicole Cherry feat. Joey Montana)      | —                 | 87                | N/A            |
| 2018 | Ceasul                                               | 79                | —                 | N/A            |
| 2018 | Dansează Amândoi                                     | 40                | —                 | N/A            |
| 2019 | Pop That                                             | —                 | —                 | N/A            |
| 2019 | Doctore                                              | —                 | —                 | N/A            |
| 2020 | Cine sunt eu?                                        | —                 | —                 | N/A            |
| 2020 | Mujer Latina                                         | —                 | —                 | N/A            |
| 2020 | Mă rup                                               | —                 | —                 | N/A            |
| 2021 | Scrie-mi pe suflet ‎                                  | —                 | —                 | N/A            |
| 2021 | No Te Sale (Nicole Cherry feat. Jenn Morel)          | —                 | —                 | N/A            |
| 2022 | Florile tale ‎                                        | —                 | —                 | N/A            |
| 2022 | Ce vrea o femeie                                     | —                 | —                 | N/A            |
| 2022 | Silențios (Nicole Cherry feat. Nane)                 | —                 | —                 | N/A            |
| 2022 | Alo, Alo (Nicole Cherry feat. Rareș Mariș)           | —                 | —                 | Romina VST OST |

#### Ca artist secundar
| An   | Titlu                                                       | Poziții în topuri | Album            |
| An   | Titlu                                                       | ROU               | Album            |
| ---- | ----------------------------------------------------------- | ----------------- | ---------------- |
| 2014 | Ne facem auziți (Vunk si Ai Nostri)                         | —                 | Hituri și mituri |
| 2015 | Rezervat (Doddy feat. Nicole Cherry)                        | —                 | N/A              |
| 2015 | Pot eu să te urăsc (Angelo feat. Nicole Cherry)             | —                 | N/A              |
| 2018 | Grenada (JUNO feat. Nicole Cherry)                          | —                 | N/A              |
| 2018 | S'agapao (Alama feat. Nicole Cherry x Pacha Man)            | —                 | N/A              |
| 2018 | Esentele (Stefania feat. Nicole Cherry)                     | —                 | N/A              |
| 2018 | Vinovat (Dorian Popa feat. Nicole Cherry)                   | —                 | N/A              |
| 2019 | Mani Mani (Lino Golden feat. Nicole Cherry)                 | —                 | N/A              |
| 2019 | Si Me Quieres (Akcent feat. Nicole Cherry)                  | —                 | N/A              |
| 2019 | Aloe Vera (Shift feat. Nicole Cherry)                       | —                 | N/A              |
| 2020 | Serenade (Edward Sanda feat. Nicole Cherry)                 | —                 | N/A              |
| 2020 | Atât de aproape (Bogdan Medvedi x Nicole Cherry)            | —                 | N/A              |
| 2020 | Bienvenido a Mamaia (Jimmy Dub feat. Nicole Cherry & Doddy) | —                 | N/A              |
| 2021 | În derivă (Felix Noa feat. Nicole Cherry)                   | —                 | N/A              |
| 2021 | Mă întorc acasă (Damian Drăghici x Nicole Cherry x Cabron)  | —                 | N/A              |
| 2022 | Traind Visul (Skizzo Skillz feat. Nicole Cherry)            | —                 | N/A              |
| 2022 | Fără tine (Florian Rus feat. Nicole Cherry)                 | —                 | N/A              |

### Melodii promoționale
| An   | Titlu                                                  | Album |
| ---- | ------------------------------------------------------ | ----- |
| 2014 | „Imnul Media Music Awards” (Nicole Cherry feat Blazon) | N/A   |
| 2015 | „Mama noastră”                                         | N/A   |
| 2016 | „Buburuza și Motan Noir”                               | N/A   |

### Alte apariții
| An   | Titlu              | Album |
| ---- | ------------------ | ----- |
| 2018 | „Noi în anul 2000” | N/A   |

### Clipuri video
| Titlu                | An   | Alți artiști | Album          | Regizor               | Ref.   |
| -------------------- | ---- | ------------ | -------------- | --------------------- | ------ |
| „Memories”           | 2013 | N/A          | N/A            | Alex Ceaușu           | [ 19 ] |
| „Yes I Can”          | 2013 | N/A          | N/A            | Alex Ceaușu           | [ 20 ] |
| „Phenomeno”          | 2014 | N/A          | N/A            | Alex Ceaușu           | [ 21 ] |
| „Vara mea”           | 2014 | N/A          | N/A            | Alex Ceaușu           | [ 22 ] |
| „Fata naivă”         | 2014 | N/A          | N/A            | Iulian Moga           | [ 23 ] |
| „Până vine vineri”   | 2015 | N/A          | N/A            | Michael Adrian Mircea | [ 24 ] |
| „Vive la vida”       | 2015 | Mohombi      | N/A            | Alex Ceaușu           | [ 25 ] |
| „Cine iubește”       | 2016 | N/A          | N/A            | Alex Ceaușu           | [ 26 ] |
| „Se poartă vara”     | 2016 | Connect-R    | N/A            | Alex Ceaușu           | [ 27 ] |
| „Cuvintele tale”     | 2016 | N/A          | N/A            | Iura Luncașu          | [ 28 ] |
| „Uneori”             | 2017 | N/A          | N/A            | Iura Luncașu          | [ 29 ] |
| „Soy Como Soy”       | 2017 | Joey Montana | N/A            | Claudiu Stan          | [ 30 ] |
| „Ceasul”             | 2018 | N/A          | N/A            | Alex Ceaușu           | [ 31 ] |
| „Dansează amândoi”   | 2018 | N/A          | N/A            | Iura Luncașu          | [ 32 ] |
| „Pop That”           | 2019 | N/A          | N/A            | Alex Ceaușu           | [ 33 ] |
| „Doctore”            | 2019 | N/A          | N/A            | Iura Luncașu          | [ 34 ] |
| „Cine sunt eu?”      | 2020 | N/A          | N/A            |                       |        |
| „Mujer Latina”       | 2020 | N/A          | N/A            |                       |        |
| „No Te Sale”         | 2021 | Jenn Morel   | N/A            |                       |        |
| „Scrie-mi pe suflet” | 2021 | N/A          | N/A            | Ionuț Trandafir       |        |
| „Florile tale”       | 2022 | N/A          | N/A            | Tranda                |        |
| „Ce vrea o femeie”   | 2022 | N/A          | N/A            | David Mogan           |        |
| „Silențios”          | 2022 | Nane         | N/A            | David Mogan           |        |
| „Alo, Alo”           | 2022 | Rareș Maris  | Romina VST OST | David Mogan           |        |

#### Ca artist secundar
| Titlu                                                       | An   | Album | Regizor                      | Ref.   |
| ----------------------------------------------------------- | ---- | ----- | ---------------------------- | ------ |
| Rezervat (Doddy feat. Nicole Cherry)                        | 2015 | N/A   | Richard Stan și Claudiu Stan | [ 35 ] |
| S'agapao (Alama feat. Nicole Cherry x Pacha Man)            | 2018 | N/A   |                              | [ 36 ] |
| Grenada (JUNO feat. Nicole Cherry)                          | 2018 | N/A   |                              | [ 37 ] |
| Esențele (STEFANIA feat. Nicole Cherry)                     | 2018 | N/A   |                              | [ 38 ] |
| Vinovat (Dorian Popa feat. Nicole Cherry)                   | 2018 | N/A   | Dan Petcan                   | [ 39 ] |
| Mani Mani (Lino Golden feat. Nicole Cherry)                 | 2019 | N/A   | Ciolpan                      | [ 40 ] |
| Si Me Quieres (Akcent feat. Nicole Cherry)                  | 2019 | N/A   |                              |        |
| Aloe Vera (Shift feat. Nicole Cherry)                       | 2019 | N/A   | Criss Blaziny                |        |
| Fără tine (Florian Rus feat. Nicole Cherry)                 | 2020 | N/A   |                              |        |
| Atât de aproape (Bogdan Medvedi x Nicole Cherry)            | 2020 | N/A   | Anton Sandu                  |        |
| Bienvenido a Mamaia (Jimmy Dub feat. Nicole Cherry & Doddy) | 2020 | N/A   | Georgian Idriceanu           |        |
| În derivă (Felix Noa feat. Nicole Cherry)                   | 2021 | N/A   | Doppebeats                   |        |
| Mă întorc acasă (Damian Drăghici x Nicole Cherry x Cabron)  | 2021 | N/A   | Constantin Shinijikun        |        |
| Trăind Visul (Skizzo Skillz feat. Nicole Cherry)            | 2022 | N/A   |                              |        |
| Fără tine (Florian Rus feat. Nicole Cherry)                 | 2022 | N/A   | Viky Red                     |        |

Clasamente anuale
| An   | Cântec         | Clasament               | Poziție |
| ---- | -------------- | ----------------------- | ------- |
| 2013 | Memories       | Romanian Top 100        | 4       |
| 2014 | Vara Mea       | Romanian Top 100        | 32      |
| 2014 | Memories       | Romanian Top 100        | 60      |
| 2015 | Memories       | Romanian Top 100        | 94      |
| 2015 | Memories       | Romanian Top 100 Summer | 59      |
| 2015 | Rezervat       | Romanian Top 100 Summer | 50      |
| 2016 | Cine iubeste   | Romanian Top 100 Summer | 49      |
| 2016 | Cine iubeste   | Romanian Top 100        | 81      |
| 2016 | Cuvintele tale | Romanian Top 100        | 96      |
| 2016 | Se poartă vara | Romanian Top 100 Summer | 58      |